# Killing Eve
Killing Eve ist eine britische Fernsehserie des Fernsehsenders BBC America. Die von Phoebe Waller-Bridge adaptierte Serie basiert auf den Villanelle-Romanen des Autors Luke Jennings. Die Hauptrollen der Serie spielen Jodie Comer als die international agierende Auftragsmörderin Villanelle und Sandra Oh als die britische Agentin Eve Polastri, die als erste ihre Spur aufnimmt. Fortan jagen sich die beiden Frauen und entwickeln gleichzeitig eine immer stärker werdende Faszination füreinander.
Die Serie besteht aus vier Staffeln mit jeweils acht Episoden. Die finale Staffel wurde vom 27. Februar bis zum 10. April 2022 auf BBC America ausgestrahlt.

## Inhalt
Die in London mit einem Polen verheiratete Amerikanerin Eve Polastri (Sandra Oh), eine hauptsächlich an ihren Schreibtisch gefesselte MI5-Beamtin, erkennt als erste, dass hinter einer Reihe von Auftragsmorden quer durch ganz Europa eine Frau stecken muss. Sie wird zur Leiterin einer kleinen, geheimen Undercover-Einheit befördert, die einzig und allein ein Ziel verfolgt, nämlich diese Killerin (Jodie Comer) zu finden und zu stellen, um so an deren Auftraggeber zu gelangen. Einerseits kommt Eve der geheimnisvollen Oksana, die sich selbst Villanelle nennt und in Paris lebt, immer näher, andererseits muss sie herbe Rückschläge einstecken wie etwa die Ermordung ihres langjährigen Vorgesetzten und Freundes Bill durch die soziopathische Auftragsmörderin oder die Entlarvung eines ehemaligen Kollegen als Maulwurf. Eve und Oksana entwickeln eine starke Obsession füreinander.

## Besetzung und Synchronisation
Die Synchronisation der Serie wurde bei der Studio Hamburg Synchron unter der Dialogregie von Karin Grüger erstellt.
| Rolle                         | Schauspieler   | Hauptrolle (Episoden) | Nebenrolle (Episoden) | Synchronsprecher           |
| ----------------------------- | -------------- | --------------------- | --------------------- | -------------------------- |
| Eve Polastri                  | Sandra Oh      | 1.01–4.08             |                       | Christin Marquitan         |
| Oksana Astankova / Villanelle | Jodie Comer    | 1.01–4.08             |                       | Katharina Spiering         |
| Carolyn Martens               | Fiona Shaw     | 1.01–4.08             |                       | Juana-Maria von Jascheroff |
| Konstantin Vasiliev           | Kim Bodnia     | 1.01–4.07             |                       | Jens-Uwe Bogadtke          |
| Niko Polastri                 | Owen McDonnell | 1.01–3.06             | 4.07                  | Matthias Deutelmoser       |
| Kenneth „Kenny“ Stowton       | Sean Delaney   | 1.02–3.01             | 3.08                  | Henning Nöhren             |
| Jess                          | Nina Sosanya   | 2.02–2.06             |                       | Dina Kürten                |
| Hugo Turner                   | Edward Bluemel | 2.02–2.08             | 4.01, 4.08            | Sebastian Kluckert         |
| Dasha Duzran                  | Harriet Walter | 3.01–3.08             |                       | Denise Gorzelanny          |
| Geraldine Stowton             | Gemma Whelan   | 3.02–3.08             |                       | Franziska Endres           |
| Hélène                        | Camille Cottin | 4.01–4.06             | 3.04, 3.06–3.07       | Jessica Walther-Gabory     |
| Yusuf                         | Robert Gilbert | 4.01–4.07             |                       | Daniel Welbat              |

| Rolle                  | Schauspieler           | Nebenrolle (Folgen)              | Synchronsprecher     |
| ---------------------- | ---------------------- | -------------------------------- | -------------------- |
| Elena Felton           | Kirby Howell-Baptiste  | 1.01–1.08, 4.07                  | Patrizia Carlucci    |
| Bill Pargrave          | David Haig             | 1.01–1.03, 4.07                  | Hanns-Jörg Krumpholz |
| Frank Haleton          | Darren Boyd            | 1.01–1.02, 1.04–1.05             | Bernd Vollbrecht     |
| Nadia Kadomtseva       | Olivia Ross            | 1.04, 1.06                       | Anna Gamburg         |
| Vladimir „Vlad“ Betkin | Laurentiu Possa        | 1.06, 4.01–4.03, 4.07            | Mark Schmal          |
| Irina Vasilieva        | Yuli Lagodinsky        | 1.07–1.08, 3.04, 3.06–3.07, 4.07 | Derya Flechtner      |
| Anna Leonova           | Susan Lynch            | 1.07–1.08                        | Anna Knaifel         |
| Raymond                | Adrian Scarborough     | 2.02–2.03, 2.08                  | Hans Bayer           |
| Jin / Der Geist        | Jung Sun den Hollander | 2.02, 2.04–2.05                  | Julia Blankenburg    |
| Aaron Peel             | Henry Lloyd-Hughes     | 2.02, 2.04, 2.06–2.08            | Bernd Egger          |
| Amber Peel             | Shannon Tarbet         | 2.02, 2.06                       | Anne Patricia Reetz  |
| Gemma                  | Emma Pierson           | 2.03, 2.06–2.07                  | Daniela Reidies      |
| Martin                 | Adeel Akhtar           | 2.05–2.07, 4.02–4.03, 4.07       | Asad Schwarz         |
| Bear                   | Turlough Convery       | 3.01–3.08                        | Dennis Sandmann      |
| Jamie Hayward          | Danny Sapani           | 3.01–3.08                        | Peter Sura           |
| Audrey                 | Ayoola Smart           | 3.01–3.04, 3.08                  | Anni C. Salander     |
| Mo Jafari              | Raj Bajaj              | 3.01–3.03, 3.07                  | Armin Schlagwein     |
| Paul Bradwell          | Steve Pemberton        | 3.01–3.02, 3.04, 3.06, 3.08      | Dirc Simpson         |
| Rhian Bevan            | Alexandra Roach        | 3.07–3.08                        | Julia Vieregge       |
| Pamela „Pam“ Palmeira  | Anjana Vasan           | 4.01, 4.03–4.08                  | Johanna von Gutzeit  |
| Elliot Palmeira        | Manpreet Bachu         | 4.01, 4.03                       | Tino Mewes           |
| Darren                 | Josh Zaré              | 4.04–4.07                        | Tim Schwarzmaier     |
| Lars Meier             | Ingvar Sigurdsson      | 4.04–4.06                        | Viktor Neumann       |
| Gunn                   | Marie-Sophie Ferdane   | 4.06–4.08                        | Nora Kunzendorf      |

## Produktion und Ausstrahlung
Für den Beginn der Serie kam Sally Woodward Gentle der Produktionsfirma Sid Gentle Films auf die Filmemacherin Phoebe Waller-Bridge zu. Sie schlug ihr vor, die Romane von Luke Jennings zu verfilmen. Phoebe Waller-Bridge wurde als Drehbuchautorin ausgewählt, um den dramatischen Romanen eine humoristische Seite hinzuzufügen. Dass sie dafür die richtige ist, erkannte Sally Woodward Gentle, nachdem sie das Theaterstück Fleabag von ihr gelesen hat, was noch geschah, bevor die Serie Fleabag erschien. Für jede weitere Staffel gab es eine neue Showrunnerin. In Staffel 2 war es Emerald Fennell, in Staffel 3 Suzanne Heathcote, in der vierten und letzten Staffel Laura Neal.

### Casting
Sandra Oh stimmte zu, die Rolle von Eve zu übernehmen, weil sie das Drehbuch zu der Rolle erfrischend, wagemutig lustig und extrem dramatisch fand. Als Sandra Oh das Drehbuch erstmals las, wusste sie allerdings noch nicht, dass sie als Eve gecastet wird und ging davon aus, dass sie für die Rolle eines Nebencharakters engagiert werden soll. Als sie erfuhr, dass sie die Rolle von Eve übernehmen soll, war sie selbst schockiert darüber, dass sie es derart internalisiert hatte, für keine Hauptrolle in Erwägung gezogen zu werden.
Jodie Comer wurde aus über 100 Schauspielerinnen gecastet. Comer war zunächst nicht überzeugt davon, eine Mörderin spielen zu können. Nach einem sogenannten „chemistry read“, bei dem das Drehbuch mit Sandra Oh gelesen wurde, um zu sehen, ob beide zusammen harmonieren, war allen Beteiligten klar, dass die Rolle zu ihr passt.
Phoebe Waller-Bridge überlegte, selbst die Rolle von Eve oder Villanelle zu übernehmen. Sie verwarf diese Idee allerdings wieder, um einen größeren Altersunterschied zwischen den beiden Charakteren zu gewährleisten.

### Filmdreh
Die erste Staffel wurde unter anderem an den Schauplätzen gedreht, an denen die Serie handelt, wie in der Toskana, Paris, Berlin und Rumänien. Dabei wurden absichtlich allbekannte Schauplätze wie der Eiffelturm gemieden.

### Ausstrahlung
Die erste Staffel der Serie wurde im November 2016 durch den Sender bestellt und ab 8. April 2018 ausgestrahlt. Schon vor Erstausstrahlung wurde die Serie um eine zweite Staffel verlängert. Einen Tag nach Premiere der 2. Staffel wurde die Serie von AMC Networks um eine 3. Staffel verlängert. Im deutschsprachigen Raum steht die Serie seit dem 22. Februar 2019 bei Starzplay, via Prime Video und Apple TV, zum Streamen zur Verfügung. Aktuell sind Teile einzelner Staffeln auch in der zdf-Mediathek zum kostenlosen Streamen verfügbar.
Im Januar 2020, noch vor Ausstrahlung der dritten Staffel, bestellte BBC America eine vierte Staffel der Serie, die die letzte sein wird.

### DVD-Veröffentlichung
- Staffel 1 erschien am 4. April 2019 auf DVD.[23]
- Staffel 2 erschien am 5. Dezember 2019 auf DVD.[24]
- Staffel 3 erschien am 5. November 2020 auf DVD.[25]

## Rezeption

### Kritik

#### Staffel 1
Die britische Zeitung The Guardian erkor Killing Eve zur besten Fernsehserie 2018: „Es ist vermutlich dem Einfluss von (Phoebe) Waller-Bridge zu verdanken, dass Killing Eve, bei all der Spannung, den Schocks und dem Blut, vor allem sehr, sehr menschlich und sehr, sehr lustig ist. Das eine führt gewöhnlich zum anderen, ganz wie im wahren Leben.“ Auch in der Süddeutschen Zeitung wird die Serie gepriesen: „Es gibt viele Gründe, die Serie überschwänglich zu loben: wegen der überraschenden, oft sarkastischen Dialoge und dem punktgenauen Timing, mit dem die Darstellerinnen sie abliefern. Wegen der Kamera, die den Protagonistinnen so nahekommt, dass eine fast schon überzeichnete Intimität entsteht. Wegen ihres Tempos. Wegen des Soundtracks und der Ausstattung, die zwischen Grandeur (Villanelles Pariser Appartement) und Tristesse (das Londoner Quartier der Ermittlung) kein noch so winziges Detail vernachlässigt.“ Auf Rotten Tomatoes hat die erste Staffel der Serie einen Score von 96 %, mit der zusammenfassenden Begründung, dass der Plot überraschend und unterhaltsam sei und dabei die Talente von Sandra Oh nutze.
Gelobt wurde, dass die Serie gekonnt Konventionen breche und zum Binge Watching einlade. Gewürdigt wurde vor allem das Wirken von Phoebe Waller-Bridge an der ersten Staffel und der dadurch in die Serie eingegangene Humor. Neben Sandra Oh wurde auch die schauspielerische Leistung von Jodie Comer hervorgehoben.

#### Staffel 2
Staffel 2 hat bei Rotten Tomatoes eine Wertung von 92 %. Zusammenfassend werde der ersten Staffel treu geblieben und der schwarze Humor und die Charakterdynamiken sollen die Serie zu einer der besten Spionagethriller machen. Obwohl es sich weiterhin um eine überdurchschnittlich gute Serie handele, wurde die zweite Staffel oft weniger gut bewertet als die erste. Teilweise erhielt die Staffel auch schlechte Kritiken, da der Plot nicht mehr überzeuge. Astrid Ebenführer von Der Standard schreibt über die zweite Staffel: „Die neuen Folgen lassen vor allem Eve reifen und fördern – angestachelt durch Villanelles Besessenheit – lange Verdrängtes zutage: sexuelle Wünsche, eine schwierige Kindheit, ihre Suche nach eigener Identität und Wurzeln.“

#### Staffel 3
Die dritte Staffel hat bei Rotten Tomatoes eine Wertung von 80 %. Zusammenfassend sei diese Staffel nicht mehr so tiefgründig, aber zeige immer noch auf entzückende Weise die tödliche zwischenmenschliche Chemie zwischen Jodie Comer (Villanelle) und Sandra Oh (Eve).

### Auszeichnungen
Die Serie erhielt 2019 den Peabody Award und den British Academy Television Award für die beste Dramaserie. Zudem war sie 2019 in derselben Kategorie für den Golden Globe und die Emmy nominiert. Hauptdarstellerin Jodie Comer gewann die Emmy als beste Hauptdarstellerin in einer Dramaserie, Sandra Oh gewann dafür den Golden Globe Award, den Screen Actors Guild Award und den Critics’ Choice Television Award und erhielt zwei Nominierungen für den Emmy. Fiona Shaw bekam ebenfalls eine Emmy-Nominierung und gewann den British Academy Television Award als Beste Nebendarstellerin.